# Modulacja jednowstęgowa
Modulacja jednowstęgowa (ang. Single SideBand, SSB) – modulacja amplitudowa charakteryzująca się znaczną oszczędnością mocy i szerokości pasma. Polega na wytwarzaniu tylko jednej wstęgi bocznej – górnej (ang. Upper SideBand, USB) lub dolnej (ang. Lower SideBand, LSB) – bez fali nośnej (praktycznie ze znacznym jej wytłumieniem).
Modulacja amplitudowa generuje sygnał, który ma pasmo dwa razy szersze niż sygnał oryginalny. Modulacja jednowstęgowa unika podwajania pasma i utraty mocy potrzebnej do przesyłania fali nośnej kosztem większego skomplikowania urządzeń nadawczych i odbiorczych.
Korzyści wynikające z zastosowania SSB:
- cała moc nadajnika jest wykorzystywana do wyprodukowania tylko jednej wstęgi bocznej,
- nadawany sygnał zajmuje węższe pasmo częstotliwości, co pozwala na pracę większej liczby nadajników w pasmie o tej samej szerokości,
- zwężenie o około 50% pasma odbieranego przez odbiornik, co daje zysk w postaci poprawy stosunku odbieranego sygnału do szumu (zwężenie pasma o połowę to o 3 dB mniejsza moc szumów na wyjściu odbiornika),
- brak fali nośnej, powodującej wzajemne interferencje sygnałów o zbliżonych częstotliwościach utrudniające odbiór, co zwiększa możliwość czytelnego odbioru sygnałów odległych o kilkaset herców od innego sygnału SSB.

Po raz pierwszy modulacja SSB została komercyjnie wykorzystana 7 stycznia 1927 w komunikacji radiowej między Londynem a Nowym Jorkiem.
Modulacja jednowstęgowa jest powszechnie wykorzystywana do przeprowadzania radiowych łączności fonicznych przez krótkofalowców – głównie na falach krótkich (poniżej 10 MHz LSB, powyżej 10 MHz USB), ale również na UKF.
Modulacja SSB była również wykorzystywana w liniach telefonicznych jako część technologii multipleksowania z podziałem częstotliwości (FDM).

## Modulacja

### Metoda filtrowa
Modulacja amplitudy (AM) charakteryzuje się przesyłaniem sygnałów niepotrzebnych do odtworzenia fali modulującej, a przenoszących moc. W typowym sygnale AM na falę nośną przypada 50% mocy emitowanej przez nadajnik, a na każdą ze wstęg po 25%. Nośna nie przenosi informacji, a obie wstęgi niosą tę samą informację, więc bez straty informacji można usunąć falę nośną i jedną wstęgę boczną. Falę nośną oraz wstęgę boczną tłumi się, zwykle wykorzystując odpowiednio zestrojony filtr kwarcowy lub piezoceramiczny, mający pasmo przepustowe rzędu kilku kHz.
Pierwszym stopniem jest generator fali nośnej, drugim z kolei modulator zrównoważony, w którym poza procesem modulacji odbywa się znaczne (o 30–50 dB) stłumienie fali nośnej. Do modulatora doprowadzony jest sygnał małej częstotliwości z mikrofonu wzmocniony we wzmacniaczu korekcyjnym z charakterystyką ograniczoną zwykle do pasma 300–3000 Hz i wzmocnieniem wzrastającym z częstotliwością. Produktem pracy modulatora jest sygnał dwuwstęgowy.
Następnym stopniem w torze częstotliwości pośredniej jest filtr o stromej charakterystyce. Obcina on zbędną wstęgę boczną, a jednocześnie powiększa tłumienie fali nośnej o kolejne 10–20 dB.

### Metoda fazowa
Wymaga stosowania filtru kwadraturowego (filtr Hilberta, transformata Hilberta). Sygnał wejściowy dzieli się na dwie części: sygnał {\displaystyle x(t),} oraz sygnał przechodzący przez filtr Hilberta {\displaystyle x'(t).} Pierwszy z nich mnoży się przez sygnał cos(ω0t), drugi przez sin(ω0t). Poprzez dodanie lub odjęcie od siebie powstałych sygnałów otrzymuje się wstęgę dolna lub górną. Duża przejrzystość tej metody pozwala zrozumieć wiele efektów związanych z modulacją SSB np. detekcja synchroniczna SSB.
Metoda ta, choć czasami stosowana, okazywała się dosyć trudna w praktyce, ponieważ wymaga stosowania szerokopasmowych przesuwników fazowych w postaci nierealizowalnych fizycznie filtrów Hilberta, które trzeba aproksymować dość dokładnie w szerokim zakresie zmian pulsacji filtrem rzeczywistym (wymagane są dokładne przesuwniki fazy o 90 stopni dla każdej z częstotliwości składowych sygnału).
Obecnie problem przesuwnika fazy został rozwiązany dzięki użyciu układów DSP karty dźwiękowej komputera. W układach opartych na SDR funkcję przesuwników fazy dla małej częstotliwości pełni odpowiedni algorytm zaimplementowany na karcie dźwiękowej.

### Wyprowadzenie
Niech {\displaystyle s(t)} będzie sygnałem informacyjnym. Jego transformata Fouriera, {\displaystyle S(f),} jest symetryczna względem punktu {\displaystyle f=0} na osi częstotliwości, ponieważ wartości {\displaystyle s(t)} należą do zbioru liczb rzeczywistych. W przypadku modulacji DSB (dwuwstęgowej) widmo powstałego sygnału składa się z następujących elementów: widma fali nośnej i leżących po obu jej stronach symetrycznie odbitych dwóch wstęg bocznych.
Niech {\displaystyle {\widehat {s}}(t)} oznacza transformatę Hilberta sygnału {\displaystyle s(t).} Wówczas
{\displaystyle s_{a}(t)=s(t)+j\cdot {\widehat {s}}(t)}
jest postacią analityczną sygnału. Transformata Fouriera sygnału {\displaystyle s_{a}(t)} wynosi {\displaystyle 2\cdot S(f),} dla {\displaystyle f>0} oraz w widmie tego sygnału nie ma składowych o ujemnych częstotliwościach. Dlatego też w wyniku modulacji takiego sygnału do częstotliwości radiowych powstaje tylko jedna wstęga boczna.
Postać analityczna sygnału {\displaystyle \cos(2\pi F_{c}\cdot t)} to:
{\displaystyle \cos(2\pi F_{c}\cdot t)+j\cdot \sin(2\pi F_{c}\cdot t)=e^{j2\pi F_{c}\cdot t}}   (jest to wzór Eulera)
a jego transformata Fouriera wynosi {\displaystyle \delta (f-F_{c}).}
Kiedy {\displaystyle s_{a}(t)} jest modulowany (innymi słowy mnożony) przez {\displaystyle e^{j2\pi F_{c}\cdot t},} jego widmo zostaje przesunięte o {\displaystyle +F_{c}} i ciągle nie ma w nim składowych o ujemnych częstotliwościach. Stąd postać analityczna sygnału zmodulowanego wynosi:
{\displaystyle s_{a}(t)\cdot e^{j2\pi F_{c}\cdot t}=s_{ssb}(t)+j\cdot {\widehat {s}}_{ssb}(t),}
gdzie {\displaystyle s_{ssb}(t)} jest sygnałem zmodulowanym SSB. Dlatego:
{\displaystyle s_{ssb}(t)=Re{\big \{}s_{a}(t)\cdot e^{j2\pi F_{c}\cdot t}{\big \}}}{\displaystyle =Re\left\{\ [s(t)+j\cdot {\widehat {s}}(t)]\cdot [\cos(2\pi F_{c}\cdot t)+j\cdot \sin(2\pi F_{c}\cdot t)]\ \right\}}{\displaystyle =s(t)\cdot \cos(2\pi F_{c}\cdot t)-{\widehat {s}}(t)\cdot \sin(2\pi F_{c}\cdot t).}

## Nadajnik

### Modulator DSB i filtr SSB
Stosuje się modulatory zrównoważone (transformatorowe, diodowe pierścieniowe) pracujące w układzie wzmacniacza przeciwsobnego, w których składowe podstawowe sygnałów doprowadzonych znoszą się i w rezultacie otrzymuje się sygnał DSB.
Najczęściej stosuje się modulatory diodowe: mostkowe i pierścieniowe (ang. ring modulator).
Zrównoważone modulatory diodowe: dają znaczne tłumienie fali nośnej (do 60 dB), najmniejsze zniekształcenia występują przy amplitudzie fali nośnej 10-15 większej razy od amplitudy sygnału modulującego, częstotliwość pracy sięga 15 MHz i dlatego stosuje się je praktycznie w całym zakresie częstotliwości formowania sygnału SSB spotykanym w transceiverach SSB.
Przy metodzie filtrowej formowania sygnału SSB, usunięcie zbędnej wstęgi z sygnału DSB odbywa się za pomocą filtru kwarcowego, elektromechanicznego, piezoceramicznego lub wieloobwodowego układu LC.
W metodzie fazowej stosowanie filtrów jest zbędne, ponieważ produktem pracy modulatora jest sygnał SSB.

### Układ przemiany częstotliwości
Bardzo rzadko zdarza się, aby sygnał SSB był formowany bezpośrednio na częstotliwości pracy nadajnika, dlatego w stopniu przemiany stosuje się mieszacze, które wykonywane są w układach identycznych jak modulatory. Stosowane są głównie mieszacze zrównoważone, ponieważ tłumienie sygnałów sterujących mieszacz i innych niepożądanych częstotliwości umożliwia uproszczenie występujących po nim obwodów.
Właściwą częstotliwość wyjściową uzyskuje się poprzez zmieszanie uformowanego sygnału SSB na wyjściu mieszacza. O tym, czy będzie to częstotliwość sumacyjna czy różnicowa, decydują wyjściowe obwody rezonansowe. Przy mieszaniu sumacyjnym zostaje zachowana wstęga sygnału wejściowego SSB, natomiast przy mieszaniu różnicowym, kiedy od częstotliwości generatora odejmuje się częstotliwość SSB, wstęga ulega odwróceniu (z dolnej na górną i odwrotnie). W radiokomunikacji przyjęto, że do częstotliwości 10 MHz stosuje się wstęgę dolną (LSB), zaś powyżej 10 MHz wstęgę górną (USB).

### Wzmacniacz mocy
Stosowane są wzmacniacze mocy pracujące w klasach AB i B. Wzmacniacze wysokiej częstotliwości pracujące w klasie C nie nadają się pracy we wzmacniaczach mocy SSB ze względu na punkt pracy leżący daleko poza punktem odcięcia charakterystyki siatkowej lampy. Praca w klasie A jest rzadko stosowana w stopniach końcowych ze względu na znaczny prąd spoczynkowy, który zmusza do ograniczenia mocy oddawanej przez lampę.

## Demodulator
Główną różnicą w stosunku do radiofonicznego odbiornika AM w odbiorniku SSB (jak i DSB) jest detektor iloczynowy z dodatkowym generatorem BFO. Częstotliwość BFO musi być ustawiona na zboczu charakterystyki pasma pośredniej częstotliwości. Chodzi tutaj o odtworzenie drugiej, brakującej wstęgi bocznej i dopiero potem poddaniu sygnału demodulacji amplitudy. Wyjściowy sygnał małej częstotliwości, jako różnica częstotliwości pośredniej i częstotliwości BFO lub odwrotnie, jest już normalnym czytelnym sygnałem, takim jaki został doprowadzony do wzmacniacza mikrofonowego nadajnika SSB.
Niektóre bloki podczas pracy emisją SSB mogą być wykorzystywane dwukrotnie (zarówno podczas nadawania, jak i odbioru):
- filtr kwarcowy: przy nadawaniu do wycinania zbędnej wstęgi bocznej, a przy odbiorze do zapewnienia odpowiedniej selektywności odbiornika,
- generator fali nośnej: przy nadawaniu do formowania sygnału DSB, zaś przy odbiorze jako dodatkowy generator detektora iloczynowego tzw. BFO,
- generator VFO: podczas nadawania do uzyskania właściwej częstotliwości wyjściowej, natomiast podczas odbioru do uzyskania odpowiedniej częstotliwości pośredniej,
- filtr małej częstotliwości: zarówno przy nadawaniu i odbiorze ogranicza pasmo częstotliwości akustycznych.

## Odmiany modulacji jednowstęgowej
- SSB-FC (ang. single sideband full carrier) – jednowstęgowa modulacja amplitudy z falą nośną (H3E)
- SSB-RC (ang. single sideband reduced carrier) – jednowstęgowa modulacja amplitudy z częściowo wytłumioną falą nośną (R3E)
- SSB-SC (ang. single sideband suppressed carrier) – jednowstęgowa modulacja amplitudy z wytłumioną falą nośną (min. 45 dB), oznaczana często jako SSB (J3E)
- ISB (ang. independent sideband) – dwie niezależne wstęgi boczne z częściowo wytłumioną lub wytłumioną falą nośną (B3E).